# Сканер-Фалстербо
Сканер-Фалстербо (швед. Skanör med Falsterbo) градић је у Сканији, Шведска. Има 6.937 становника 2010. године.
То је у ствари конурбација два градића, Сканера и Фалстербоа. Фалстербо је већи, али већина људи живи у Сканеру.
Градићи су основани крајем 12. вијека, а 1220. дански краљ је изградио тврђаву Сканор. Црква свете Гертруде у Фалстербоу датира из 12. или 13 вијека.